# Tarkett (Сербія)
Tarkett (повна назва: Tarkett doo Bačka Palanka) — сербська виробнича компанія зі штаб-квартирою в Бачці-Паланці, Сербія. Належить французькій компанії Tarkett і спеціалізується на виробництві покриттів для підлоги. Це одна з найбільш прибуткових компаній та найбільших компаній-експортерів Сербії.

## Історія
26 квітня 2002 року, через місяць після підписання угоди між шведсько-французьким спільним підприємством Tarkett Sommer та сербською компанією Sintelon, було засновано спільне підприємство Tarkett-Sintelon. У листопаді 2005 року компанія відкрила фабрику з виробництва покриттів для підлоги вартістю 15 млн євро.
У листопаді 2006 року Tarkett придбала 21,1 % акцій за 44,9 млн євро, ставши мажоритарним власником із 64,3 % акцій. 2007 року Tarkett інвестувала у відкриття нового заводу 10 млн євро, що врешті подвоїло виробництво 2008 року.
У липні 2009 року Tarkett придбала 34,99 % акцій компанії за 117 млн євро. До 2009 року Tarkett збільшила частку у структурі власності до понад 99 %, змусивши продати їй решту акцій малих акціонерів.
Станом на січень 2018 року, крім Сербії, Tarkett doo має свої представництва в Україні, Казахстані, Угорщині, Росії та Білорусі.

## Діяльність
Компанія виробляє ламінат, вініл, лінолеум та інші покриття для підлоги. Окрім покриттів для дому, Tarkett виробляє підлоги для професійних та спортивних цілей.

## Ринкові та фінансові дані
Згідно з консолідованим річним фінансовим звітом за 2016 рік, поданим до Агентства економічного реєстру Сербії, у компанії працювало 3242 працівники та щорічний прибуток склав 30,97 млн євро за календарний рік 2016 року.
З 2004 року Tarkett є одним з найбільших експортерів в Сербії. Це був найбільший сербський експортер за календарний 2011 рік.

## Дочірні компанії
- Sintelon RS doo
- Sintelon doo
- Tarkett SEE
- Tarkett UA Україна
- Tarkett Vinisin Україна
- Tarkett Kaz Казахстан
- Tarkett ao Росія
- Tarkett Rus Zao Росія
- Tarkett Sommer Росія
- Tarkett Bel Білорусь
- Tarkett KFT Hungary